# Монастирщинська волость
Монастирщинська волость — історична адміністративно-територіальна одиниця Богучарського повіту Воронізької губернії з центром у селі Монастирщина.
Станом на 1880 рік складалася 11 поселень, 10 сільських громад. Населення — 12 083 особи (6150 чоловічої статі та 5933 — жіночої), 2018 дворових господарств.
|                     | Площа, десятин | У тому числі орної, дес. |
| ------------------- | -------------- | ------------------------ |
| Сільських громад    | 42031          | 35299                    |
| Приватної власності | 60             | 60                       |
| Іншої власності     | 906            | 359                      |
| Загалом             | 42997          | 35718                    |

Поселення волості на 1880 рік:
- Монастирщина — колишнє державна село при річці Дон за 25 верст від повітового міста, 1718 осіб, 346 дворів, 2 православні церкви, 4 лавки, 34 вітряних млини, 2 ярмарки на рік. За 9 верст — монастир, православна церква.
- Абросімова — колишня державна слобода при річці Дон, 1555 осіб, 252 двори, православна церква, лавка, 27 вітряних млинів, 2 базари.
- Біла Гірка Перша — колишнє державна село при річці Дон, 791 особа, 118 дворів.
- Глубоке — колишнє державна село при річці Дон, 649 осіб, 119 дворів.
- Дєдовка — колишнє державна село при річці Дон, 1842 особи, 246 дворів, православна церква, 30 вітряних млинів, базари.
- Каразєєв — колишній державний хутір, 503 особи, 68 дворів.
- Медова — колишня державна слобода, 1153 особи, 190 дворів, православна церква, школа, 20 вітряних млинів, базари.
- Пасіка — колишнє державне село при річці Дон, 1110 осіб, 190 дворів, 15 вітряних млинів.
- Сухий Донець — колишнє державне село при річці Дон, 1962 особи, 347 дворів, православна церква, школа, 2 лавки, 26 вітряних млинів, 2 ярмарки на рік.

За даними 1900 року у волості налічувалось 16 поселень із переважно українським населенням, 10 сільських товариств, 110 будівель й установ, 2248 дворових господарств, населення становило 16 201 особа (7971 чоловічої статі та 8230 — жіночої).
1915 року волосним урядником був Федір Іванович Лелекін, старшиною — Малахій Єрмолайович Грибанок, волосним писарем — Стефан Федорович Попов.